# ريوتا ناجاكي
ريوتا ناجاكي (باليابانية: 永木 亮太) (مواليد 4 يونيو 1988) هو لاعب كرة قدم ياباني يلعب حاليا لصالح كاشيما أنتلرز في الدوري الياباني الممتاز. يلعب مع منتخب اليابان لكرة القدم منذ عام 2016.

## وصلات خارجية
- ريوتا ناجاكي على موقع الاتحاد الدولي (مؤرشف)  (الإنجليزية)
- ريوتا ناجاكي على موقع رابطة كرة القدم اليابانية للمحترفين (اليابانية)
- ريوتا ناجاكي على موقع قاعدة بيانات كرة القدم.إي يو (الإنجليزية)
- ريوتا ناجاكي على موقع ناشيونال فوتبول تيمز (الإنجليزية)
- ريوتا ناجاكي على موقع Soccerway.com (الإنجليزية)
- ريوتا ناجاكي على موقع عالم كرة القدم.نت (الإنجليزية)
- ريوتا ناجاكي على موقع كووورة
- ريوتا ناجاكي على موقع AS.com (الإسبانية)
- National Football Teams